# Vụ Phong

Vị trí tại Đài Trung

Vụ Phong (tiếng Trung: 霧峰區; bính âm: Wù fēng qū) là một khu (quận) của thành phố Đài Trung, Trung Hoa Dân Quốc (Đài Loan). Đây là một quận nông thôn. Nửa phía đông của Vụ Phong là vùng bán sơn địa, nửa phía tây thuộc vùng bồn địa Đài Trung. Trên địa bàn Vụ Phong có khu công nghiệp Vụ Phong và khu công nghiệp Nam Thế. Vụ Phong có diện tích 98,0779 km², dân số vào tháng 8 năm 2011 là 63.867 người thuộc 18.866 hộ gia đình; mật độ cư trú đạt 651,2 người/km².